# 基乌萨尼科
基乌萨尼科（義大利語：Chiusanico），是意大利因佩里亚省的一个市镇。总面积13.66平方公里，人口616人，人口密度45.1人/平方公里（2009年）。ISTAT代码为008019。

## 友好城市
- 西班牙比洛维 2003年